# Ле Гроте (Анкона)
Ле Гроте је насеље у Италији у округу Анкона, региону Марке.
Према процени из 2011. у насељу је живело 397 становника. Насеље се налази на надморској висини од 3 м.